# Rhodosporidium toruloides
Rhodosporidium toruloides är en svampart som beskrevs av Banno 1967. Rhodosporidium toruloides ingår i släktet Rhodosporidium, ordningen Sporidiobolales, klassen Microbotryomycetes, divisionen basidiesvampar och riket svampar.   Inga underarter finns listade i Catalogue of Life.